# Eidsvoll
Eidsvoll, tidligere skrevet Eidsvold, er en kommune i landskabet Romerike i Akershus fylke i Norge. Den grænser i nord til Østre Toten og Stange, i øst til Nord-Odal, i sydøst til Nes, i syd til Ullensaker, og i vest til Nannestad og Hurdal. Eidsvoll er i dag mest kendt for Grundloven af 1814, som blev underskrevet i Carsten Ankers bolig, Eidsvollbygningen den 17. maj 1814. Den var en del af  Viken fylke som blev etableret 1. januar 2020, men opløst fra 1. januar 2024.

## Historie
Eidsvoll er nævnt allerede i gamle norrøne skrifter, og i 1000-tallet var Eidsvold et lovting i Østnorge som en erstatning for Vang i Hedmark. Eidsvoll var et vigtigt støttepunkt på grund af dets nærhed til elven Vorma og Mjøsa, som gav adgang til de nordre dele af Indlandsnorge.
I 1758 blev der fundet guld i Eidsvoll, og bygden oplevede en mindre guldfeber, disse områder er fortsat kendt som Guldværket.
Eidsvoll Værk blev åbnet af kong Christian 4. i 1624 som et smelteværk for jern, drevet af vandkraft fra Andelva. I 1688 ejedes værket af direktøren ved sølvgruberne i Kongsberg, Schlanbusch, og var i hans families eje frem til 1781. Og i 1794 overtog Carsten Anker værket, og i 1811 slog han sig ned i Eidsvoll i det, som senere skulle blive kendt som Eidsvollsbygningen (tidligere skrevet Eidsvoldsbygningen).
Navnet blev skrevet Eidsvold frem til første halvdel af det 20. århundrede.

### Eidsvollbanen
I 1854 åbnede Eidsvoll-banen mellem Eidsvoll og Oslo og blev dermed den første jernbane i Norge. Eidsvollbanen var vigtig for transport i indlandet, idet den sammen med hjuldamperen DS «Skibladner» fragtede passagerer og gods til Hamar, Gjøvik og Lillehammer.

## Kendte eidsvollinger
- Arne Ekeland (1908–1994), kunstner
- Henrik Wergeland (1808–1845), forfatter
- Stian Carstensen, musiker

## Venskabsbyer
- Sorø